# مجید ادیب‌زاده
مجید ادیب زاده (زادهٔ ۱۳۵۹) روشنفکر، نویسنده و پژوهشگر ایرانی است.

## اندیشه و آثار
ادیب‌زاده تاکنون کتاب‌هایی دربارهٔ موضوعاتی چون «نظریه‌های دموکراسی»، «علوم انسانی و دانشگاه در ایران»، «خاستگاه عقلانیت مدرن و تکوین مدرنیته در ایران»، «تکوین دولت مدرن ایرانی»، «شرایط تاریخی تفکر علمی در ایران»، «ادبیات مدرن فارسی و فرهنگ سیاسی ایران» و «گفتمان‌های ایرانی و چالش سیاسی ایران و غرب» نوشته‌است.
او کارشناسی ارشد علوم‌سیاسی خود را از دانشگاه علامه طباطبایی تهران، با دفاع از پایان‌نامه خود با عنوان «تکوین عنصر بیگانه‌ستیزی در گفتمان سیاست خارجی جمهوری اسلامی ایران با تأکید بر تحلیل ادبیات داستانی پرمصرف ۱۳۵۷–۱۳۳۲» در سال ۱۳۸۶ گرفت. استاد راهنمای این پایان‌نامه ابوالفضل دلاوری و مشاور پایان‌نامه نیز محمدجواد غلامرضاکاشی بودند. ماحصل این پایان‌نامه دو کتاب شد؛ یکی با عنوان «زبان، گفتمان و سیاست خارجی» (دیالکتیک بازنمایی از غرب در جهان نمادین ایرانی) که شامل بخش دوم پایان‌نامه می‌شد که توسط نشر اختران در سال ۱۳۸۷ به طبع رسید. کتاب حاصل از بخش اول پایان‌نامه، اما گویا در نشر «گام نو» معطل مانده بود که با لغو پروانه نشر گام نو توسط وزارت ارشاد در سال ۱۳۸۹، در نهایت در سال ۱۳۹۱ توسط نشر «ققنوس» و با نام «امپراتوری اسطوره‌ها و تصویر غرب» و با تیتر فرعی «روانکاوی گفتمان ادبی ایران ۱۳۵۶–۱۳۳۲» منتشر شد. هر دو کتاب، آثاری ارزشمند در حوزه «مطالعات فرهنگی» هستند که با روش‌های تحلیل‌گفتمانی و روانکاوی گفتمانی به ارائه تصویری از بازنمایی غرب در جامعه ایرانی و تأثیرات این بازنمایی در شکل‌گیری گفتمان‌های بیگانه‌ستیزانه در عالم سیاست پرداخته‌اند و از لحاظ پردازش، نگاهی نو به صورت مسئله ذهنیت جمعی جامعه ایرانی، متونی قابل‌تأمل و کمیاب به‌شمار می‌روند.

### دموکراتیک شدن دانش
ادیب‌زاده در کتاب «دموکراسی معرفتی» با عنوان فرعی «دربارهٔ دموکراتیک شدن دانش» این بحث را پیش می‌کشد که دموکراسی معرفتی، به منزلهٔ پدیده‌ای نوظهور در فرایند دموکراتیک شدن دنیای مدرن، برای جوامع انسانی این ارمغان را به همراه دارد که سوژه‌های اجتماعی علاوه بر تجربه دموکراسی سیاسی، امکان برخورداری از موقعیت‌های دموکراتیک در عرصه تولید، بازتولید و مصرف دانش را نیز خواهند داشت. این کتاب به این نتیجه‌گیری ختم می‌شود که با مشارکتی شدن و مسوولیت‌پذیر شدن عرصه‌های معرفتی جوامع پیشرفته امروزین، گروه‌های حاشیه‌ای و طردشده جایگاه تازه‌ای در عرصه دانش پیدا کرده‌اند و نهادهای کلاسیک و متمرکز دانشگاهی جای خود را به نهادهای غیرمتمرکزی داده‌اند که نقد دانش را هدف خود قرار داده و از طریق جنبش‌های مدنی فعالیت‌های خود را ساماندهی می‌کنند؛ و دانش‌های جدید حاصل از فعالیت فمینیست‌ها، رنگین‌پوستان، غیر اروپایی-آمریکایی‌ها، همجنس‌گرایان زن و مرد و دیگر اقلیت‌ها به عنوان شکل‌های جدید دانش، در برابر دانش عصر مدرنیته که تحت سیطره مردان، سفیدپوستان، اروپایی-آمریکایی‌ها بوده قرار گرفته و این گویندگان جدید دانش به دنبال ساختارشکنی از دانش مدرن بوده‌اند.

### دولت مدرن و علوم انسانی در ایران
او در کتاب «مدرنیته زایا و تفکر عقیم» با عنوان فرعی «چالش‌های تاریخی دولت مدرن و باروری علوم انسانی در ایران» به دنبال پاسخی برای این پرسش است که چرا مدرنیته در غرب همچون نیرویی زاینده به رویش علوم‌انسانی پاسخگو به مسائل و مشکلات جامعه مدرن غربی انجامید اما در ایران هم‌زمان با نوزایی و نوگرایی ایرانی، مدرنیته چهره دیگری از خود به نمایش گذاشت و در شرایط تاریخی جدید ایران، تفکر مدرن ایرانی نتوانست سنت‌های علمی پاسخگو به مسائل اجتماعی جامعه ایرانی را به ظهور برساند.
زهره خرسندی در نشریهٔ آلمانی Sehepunkte در نقد این کتاب معتقد است با این‌که موضوع اصلی کتاب چالش میان «دولت مدرن» و «باروری علوم انسانی» است اما مفهوم علوم انسانی در سراسر کتاب به وضوح تعریف نشده‌است. همچنین خرسندی به نقد این موضوع اشاره می‌کند که این کتاب در بحث از «موانع رشد فردیت معرفت‌شناختی» تنها به شرایط سیاسی و اجتماعی بی‌ثبات یا ناامنی فضای فکری می‌پردازد در حالی که به‌نظر خرسندی نمی‌توان تنها با مطالعهٔ ساختارهای سیاسی و اجتماعی جامعه‌ای خاص به این مسئله پاسخ داد بلکه برای تأمل در مورد ریشه‌های مقاومت در برابر فردگرایی نیاز به مطالعهٔ تاریخ و تکامل فکری با بهره‌گیری از روش‌های هرمنوتیکی و تفسیری است.

### تجربهٔ تاریخی مدرنیته در ایران
پیش از کتاب مدرنیته زایا و تفکر عقیم کتاب دیگری دربارهٔ تجربهٔ تاریخی مدرنیته در ایران نوشت با عنوان «خیزش‌های عقلانی شدن در طلوع ایران مدرن» که در آن‌جا نشان می‌دهد چگونه خیزش‌هایی در جهت ایجاد «نهادهای بوروکراتیک» و «نظم قانونی عقلانی» سبب شد تا در دل ساختارهای کهن فرهنگی اجتماعی ایران، صورت‌هایی از «عقلانیت مدرن» نظیر «عقلانیت تکنیکی» و «عقلانیت قانونی» جوانه بزند. اما این کتاب با توجه به پیامدهای انتخابات ریاست جمهوری دهم ایران در سال ۱۳۸۸ همچون دیگر آثار انتشارات گام نو با بازداشت علیرضا رجایی فعال سیاسی و مدیر انتشارات گام نو، بلاتکلیف ماند. این کتاب بعد از پنج سال توسط انتشارات ققنوس به چاپ رسید. کتاب «خیزش‌های عقلانی شدن در طلوع ایران مدرن» به بررسی خاستگاه «عقلانیت مدرن» در ایران و تاریخ تکوین ساختارهای عقلانی مدرن می‌پردازد.
فاروق مقصودی در روزنامه فرهیختگان در نقد این کتاب می‌نویسد: «البته باید اشاره کنم کلمه مطلقه در عنوان این فصل خالی از اشکال نیست. بماند که همین کلمه در جاهای دیگر کتاب هم تکرار شده‌است. از منظر علم سیاست «مطلقه» صفت خاصی برای توضیح وضعیت دولت در اروپای اواخر قرن هفدهم و اوایل قرن نوزدهم در کشورهای اروپایی است… ناگفته پیداست اگر بخواهیم چنین کیفیاتی را آن هم در قالب مفهوم دولت مطلقه بر تاریخ معاصر ایران- و به‌ویژه تاریخ اوایل برآمدن قاجاریه- سوار کنیم، تحلیل درست و جامعی به دست نداده‌ایم.» ادیب‌زاده در جوابیه به نقد روزنامه فرهیختگان می‌نویسد: «چه در علوم سیاسی و چه در علوم اجتماعی و علوم انسانی و فرهنگ عمومی، مفهوم «مطلقه» یک اصطلاح «خاص» نیست و معنای «عام» دارد و بسته به موضوع و متن «معنای خاص» پیدا می‌کند. مطلقه را در آن واحد می‌توان به یک نظام سیاسی نسبت داد و هم می‌توان به یک فرد یا شخصیت و رفتار افراد نسبت داد و کاربردهای مختلفی در علوم انسانی و اجتماعی دارد. اما منظور مشخص شما در این‌جا دولت مطلقه است که در جامعه‌شناسی تاریخی دولت به مرحله‌ای از تاریخ تکوین دولت مدرن در غرب اشاره دارد. همان‌طور که در مطالعات ایران‌شناسی مطلقه به فرهنگ سیاسی سنتی ایرانی اشاره دارد که در آن شاهان مطلق‌العنان بودند و خود را «سایه خدا در زمین» یا «ظل‌الله» یا «قبله عالم» و «داور مطلق» می‌دانستند و در محدوده‌های قدرت خود گاه به معنای واقعی کلمه این مطلقه بودن را به نمایش می‌گذاشتند … در حقیقت «پادشاهی ایلی مطلقه» اشاره به آن نظام سنتی-ایلی دارد که شاه از نظر فرهنگ سیاسی سنتی قدرت مطلق‌العنانی دارد و اصطلاح و مفهوم «قانون» نه وجود خارجی دارد و نه معنای لغوی، تنها محدودیت‌های شرعی است و محدودیت‌های قدرت نظامی و اجرایی و تا هر نقطه از سرزمین پادشاهی که قدرت نظامی و اجرایی شاه برسد او قادر است این «حق‌الهی-سنتی» داورِ مطلق بودن را اجرا کند.»
محمدحسین خسروپناه نیز در نقد این اثر می‌گوید: «من برخلاف نظر نویسنده کتاب فکر می‌کنم در دوره رضاشاه یک دولت مدرن وجود ندارد، بلکه در این دوره دولت تلفیقی از دولت سنتی و مدرن است زیرا نوع حکومت در این دوره به شکلی است که مجلس و قوانین که اساس یک دولت مدرن است، چندان به بازی گرفته نمی‌شوند و شخص شاه در مقابل برخی مولفه‌های دولت مدرن مقاومت می‌کند؛ بنابراین در این دوره سنت در برابر مدرنیته به چالش کشیده می‌شود.»

### شرایط تاریخی تفکر علمی در ایران
کتاب تبارشناسی تفکر علمی در ایران از جریان حاشیه‌ای شدن علوم عقلی و علوم طبیعی و تجربی در قرن‌های اولیه اسلام در ایران شروع می‌شود و از مقابله و ستیز با آموزش علوم عقلی در تاریخ مدارس علمی ایران در دوران میانه صحبت به میان می‌آورد و از خشکیدن علوم تجربی و طبیعی و ریاضی در آغاز عصر قاجار و از «بیگانگی فرهنگ علمی» این عصر نسبت به «حسیات» و «شواهد تجربی» بحث می‌شود. در ادامه این کتاب دربارهٔ شکل‌گیری و ظهور «دانشگاه» و «علوم جدید» به عنوان مرجع جدید علمی در ایران بحث می‌کند و به موضوع «دوقطبی شدن مراجع دانش» و «بحران دوگانگی» به عنوان پیامدهای این گسست فرهنگی و تاریخی در دوران معاصر ایران می‌پردازد.

### نقد دانشگاه ایرانی
او در مقالهٔ «پرسش‌گری تاریخی و دانشکده ایرانی تاریخ» به نقد «دانشگاه ایرانی» پرداخت. بنظر ادیب‌زاده «دانشگاه برای دولت» و «دانشگاه در خدمت دولت» مهمترین «اتفاق تاریخی» در عرصه علمی ایران بود. در ایران، دانشگاه از درون دولت متولد شد و دولت تبدیل به «کارفرمای تولید علم» و «متولی اداره نهادهای آموزشی» گردید. کارفرمایی که «علم» فقط در راستای نیازهای سیاسی و اداری آن و خواسته‌های کارگزاران و مدیرانش اهمیت و معنا داشت. برای همین، همواره با آمدن مدیران و کارگزاران جدید سیاسی، وضعیت دانشگاه‌ها دچار تغییر و تحولات اساسی شده و چهره‌های حزبی و سیاسی وابسته به «گروه سیاسی حاکم» بخشی از هیئت علمی دانشگاه‌ها را به خود اختصاص داده‌اند. دانشگاه در ایران، نه نهادی علمی و آموزشی بلکه دستگاهی اداری و بوروکراتیک بوده‌است که حتی هیئت علمی آن نیز همچون کارمندان دستگاه‌های اداری با آمدن و رفتن مدیران و روسا دستخوش تغییر و تحولات جدی و تعیین‌کننده شده‌اند. وضعیتی که از ابتدای تأسیس نهادهای علمی جدید در ایران بر آن حاکم شده و به یک دولت یا گروه سیاسی خاصی محدود نشده و به‌طور مداوم در «تاریخ دانشگاه در ایران» تکرار شده‌است. به دلیل سلطه دولت بر دانشگاه از طریق بودجه و سیاست‌گذاری‌های آموزشی یا به‌طور مستقیم از طریق احکام و آیین‌نامه‌های وزارتخانه‌ای و تعیین رؤسای دانشگاه‌ها، دانشگاه ایرانی بخشی از بوروکراسی عریض و طویل دولت بوده و هیچ‌گاه نتواست نهادی مستقل بماند. برای همین، دانشگاهیان در ایران نه «پرسشگران انتقادی علم و تاریخ»، بلکه بخش کوچکی از کارمندان بوروکراسی سلسله‌مراتبی عریض و طویل دولتی شدند و برعکس غرب، در ایران «دانشوران خودبنیاد علم» هیچ‌گاه فرصت ظهور نیافتند.

### ادبیات مدرن فارسی و فرهنگ سیاسی ایران
در کتاب دیگری با عنوان «امپراتوری اسطوره‌ها و تصویر غرب» با عنوان فرعی «روانکاوی گفتمان ادبی ایران ۱۳۳۲-۱۳۵۶» از طریق روانکاوی گفتمان ادبی ایران در دوره ۱۳۳۲–۱۳۵۶ به این موضوع می‌پردازد که چگونه تصویر تازه‌ای از غرب در فرهنگ ادبی ایران شکل گرفته‌است. روش این کتاب «روانکاوی فرهنگی» است و نویسنده با رویکردی ترکیبی از نظریه‌های روانکاوی، نشانه‌شناسی و تحلیل گفتمان به تحلیل محتوای ادبیات مدرن فارسی و تأثیر آن بر فرهنگ سیاسی ایران پرداخته‌است.
مجتبی گلستانی در روزنامه آرمان در نقد این کتاب می‌نویسد: «نویسنده در مقدمه کتاب اشاره می‌کند که امر سیاسی در پرتو نظریات پسافرویدی لاکان و دلوز گتاری معنای تازه‌ای پیدا می‌کند و در مفهوم «میل» بازتعریف می‌شود، اما اساساً به نظریه‌های پسافرویدیِ مورد اشاره خود استناد مستقیم نمی‌کند، به‌جز وام گرفتن برخی واژگان مثل «ابژه» و «ابژه بیگانه» و «نظام دلالتی زبان»؛ درمقابل، او به برخی واژگان یونگی و نقدهای اسطوره‌ای ادبیات و فرهنگ متوسل می‌شود که با موضع پساساختارگرا و فوکویی که او مفهوم گفتمان را از آن‌جا اخذ کرده و با موضع پسافرویدی و لکانی که او مفاهیم ابژه بیگانه یا ابژه میل را از آن اخذ کرده، سازگار نیست و حتی با بن‌مایه‌های نظری تحلیل بینامتنی مورد نظر نویسنده نیز نمی‌خواند.»
کتاب امپراتوری اسطوره‌ها و تصویر غرب به همراه آثاری چون رمان تاریخی گئورگ لوکاچ به مرحله نهایی جایزه کتاب فصل در گروه ادبیات راه یافت و مورد تقدیر بیست و دومین دوره جایزه کتاب فصل در شاخه نقد ادبی قرار گرفت.

### گفتمان‌های ایرانی و سیاست خارجی ایران
در کتاب «زبان، گفتمان و سیاست خارجی» با عنوان فرعی «دیالکتیک بازنمایی از غرب در جهان نمادین ایرانی» ادیب‌زاده با رویکرد تحلیل گفتمان به تبارشناسی و شیوه‌های بازنمایی از غرب درون جهان نمادین متن‌ها و «گفتمان‌های ایرانی» نیم‌قرن اخیر می‌پردازد و ریشه‌های عمیق «غرب‌ستیزی» در «فرهنگ سیاسی ایران» و «گفتمان سیاست خارجی» را بررسی می‌کند و پیوند تنگاتنگ «زبان» و «امر فرهنگی» را با «امر سیاسی»، در «ایران مدرن»، مورد توجه خویش قرار می‌دهد.
ساناز چیت‌ساز در مجله آیین در نقد این کتاب می‌نویسد: «ادیب‌زاده همان‌طور که خودش می‌گوید می‌خواهد از «نگاه زبان‌شناسانه سیاست»، جمهوری اسلامی ایران را از خلال گفتمان‌های آن بازنمایی کند. این نگاه اگر چه تازه است و می‌تواند به افق‌های تازه‌ای در عرصه شناخت فرهنگ سیاسی راه بگشاید، اما دقیقاً از همان موضعی دچار ضعف است که می‌خواهد وارد بحث شود، یعنی موضوع «زبان‌شناسی» و «تحلیل زبان‌شناسانه» … ادیب‌زاده با تکیه بر مفهوم «سیاست پسااستعماری»، سیاست‌های پسااستعماری ایران را از دهه سی خورشیدی تا پس از انقلاب مرور می‌کند و به یک تقسیم‌بندی «گفتمان شباهت با غرب» («گفتمان قدرت»)، «گفتمان تفاوت با غرب» («گفتمان ضدقدرت») و «گفتمان تقابل با غرب» در قالب گفتمان بعد از انقلاب می‌رسد … گفتمان تفاوت با غرب قالب‌های مختلفی دارد، مثل «اسلام‌گرایی»، «غربزدگی» و «بازگشت به خویشتن». اما این تفاوت‌ها و تقسیم‌بندی‌ها به‌طور دقیق تعریف نمی‌شوند و از هم جدا نمی‌گردند. به همین دلیل این‌ها همه می‌توانند در یک قالب بزرگ‌تر و فربه‌تر به نام «ضدقدرت» با یکدیگر هم‌کاسه شوند. این بی‌توجهی و غفلت سبب می‌شود تقاوت‌های «ذهنی»، «اعتقادی»، «نظری» و حتی «ساخت منطقی» و زبانی گفتمان‌های منسوب به چند قدرت، نادیده گرفته شوند و فقط به سطح ظاهری مشابه آن‌ها استناد و اکتفا شود. این تفاوت‌های نادیده گرفته شده به حدی است که گاه یک گفتمان تنها در دایره خواص وجود دارد و قابل فهم است. گاه نیز یک گفتمان به قدری ساده و «عامیانه» و «تک‌معنایی» است که به هیچ وجه ظرفیت بار شدن معنای اضافی را بر دوش واژگان خود ندارد. این نکته مهمی است که مجید ادیب زاده در توجه به مفاهیم و کارکردهای کلی زبان و مشغول شدن به تأثیرات کلی و بیرونی گفتمان‌های پسااستعماری در سه قالب گفتمان قدرت پهلوی، گفتمان تفاوت با غرب پیش از انقلاب و گفتمان تقابل با غرب پس از انقلاب، از آن بازمی‌ماند و از اهمیت و امکان توجه تازه‌اش در بازخوانی موقعیت ایرانی در مقام قدرت و ضدقدرت و قدرت مجدد تا حدودی کاسته می‌شود.»

## کتابشناسی
تألیف
- خیزش‌های عقلانی شدن در طلوع ایران مدرن. تهران: انتشارات ققنوس. زمستان ۱۳۹۲. شابک ۹۷۸-۶۰۰-۲۷۸-۰۷۸-۲.
- تبارشناسی تفکر علمی در ایران. تهران: انتشارات الفبای فرهنگ. تابستان ۱۳۹۲. شابک ۹۷۸-۶۰۰-۹۳۵۵۷-۰-۹.
- امپراتوری اسطوره‌ها و تصویر غرب: روانکاوی گفتمان ادبی ایران ۱۳۳۲–۱۳۵۶. تهران: انتشارات ققنوس. تابستان ۱۳۹۱. شابک ۹۷۸-۹۶۴-۳۱۱-۹۹۱-۱.
- مدرنیته زایا و تفکر عقیم: چالش تاریخی دولت مدرن و علوم انسانی در ایران. تهران: انتشارات ققنوس. زمستان ۱۳۸۹. شابک ۹۷۸-۹۶۴-۳۱۱-۹۱۱-۹.
- دموکراسی معرفتی: دربارهٔ دموکراتیک شدن دانش. تهران: انتشارات ققنوس. تابستان ۱۳۸۸. شابک ۹۷۸-۹۶۴-۳۱۱-۸۰۲-۰.
- زبان، گفتمان و سیاست خارجی: دیالکتیک بازنمایی از غرب در جهان نمادین ایرانی. تهران: انتشارات اختران. تابستان ۱۳۸۷. شابک ۹۷۸-۹۶۴-۸۸۹۷-۵۴-۸.